# Episodi di Marseille (prima stagione)
La prima stagione della serie televisiva Marseille, composta da 8 episodi, è stata interamente pubblicata in esclusiva in Francia, Italia e nel mondo il 5 maggio 2016 dal sito web Netflix.
| nº | Titolo originale            | Titolo italiano     | Pubblicazione Francia | Pubblicazione Italia |
| -- | --------------------------- | ------------------- | --------------------- | -------------------- |
| 1  | 20 ans                      | Il Casinò           | 5 maggio 2016         | 5 maggio 2016        |
| 2  | Homme de paille             | Tradimento          | 5 maggio 2016         | 5 maggio 2016        |
| 3  | Crocodile                   | Manipolazione       | 5 maggio 2016         | 5 maggio 2016        |
| 4  | Intox                       | Amara verità        | 5 maggio 2016         | 5 maggio 2016        |
| 5  | Face à Face                 | Rivelazioni         | 5 maggio 2016         | 5 maggio 2016        |
| 6  | Liberté, Égalité sans Pitié | Le liste elettorali | 5 maggio 2016         | 5 maggio 2016        |
| 7  | A voté                      | Verità alle porte   | 5 maggio 2016         | 5 maggio 2016        |
| 8  | La Lutte Finale             | A caro prezzo       | 5 maggio 2016         | 5 maggio 2016        |